# Roberto Ferrucci
Roberto Ferrucci (Marghera, 20 ottobre 1960) è uno scrittore italiano.

## Biografia
Roberto Ferrucci esordisce nel 1993 con il romanzo Terra rossa (Transeuropa Edizioni), a cui fanno seguito, nel 1999, Giocando a pallone sull'acqua (Marsilio Editori), cronaca dell'approdo in serie A del Venezia dopo più di trent'anni dalla loro ultima presenza, per il quale ottiene il premio letteratura istituito dal CONI e arriva finalista al Premio Bancarella, e, nel 2003, Andate e ritorni, scorribande a nordest, finalista al Premio Settembrini 2004.
Nel 2007 esce Cosa cambia, edito dalla Marsilio. Il romanzo verrà pubblicato in Francia nel 2010 dalle Éditions du Seuil nella collana fiction & cie diretta da Bernard Comment con il titolo Ça change quoi e un'introduzione di Antonio Tabucchi; nel 2009 viene inserito nella raccolta Italia Underground, antologia edita da Sandro Teti Editore e curata da Angelo Mastrandrea. Sempre in Francia, nel 2010, la casa editrice Meet di Saint-Nazaire pubblica Sentimenti sovversivi, in edizione bilingue. Nel giugno del 2011, il romanzo viene pubblicato, con l'aggiunta di due capitoli inediti, anche in Italia, dalla casa editrice Isbn Edizioni. L'anno successivo esce Sentimenti decisivi, per Feltrinelli Zoom, la collana di eBook dell'omonima casa editrice.
Ha scritto per riviste letterarie come Nuovi Argomenti e Linea d'ombra, e per quotidiani come la Nuova Venezia, la Tribuna di Treviso, Il Mattino di Padova, Il Gazzettino, Corriere del Veneto, il manifesto, l'Unità, Liberazione e il Fatto Quotidiano. Dal marzo 2011 collabora al Corriere della Sera, dove scrive anche sul supplemento domenicale La Lettura.
Dal 1992 al 1998 ha lavorato a Tele Capodistria, come autore e regista di trasmissioni culturali e di cinema. In quegli anni ha girato videoclip di Franco Battiato, Garbo e Papa nero, dei Pitura Freska. Ha inoltre collaborato con il regista Silvio Soldini per il film Pane e tulipani come location scouting per le scene ambientate a Venezia. Ha inoltre curato il libro del film, pubblicato nel 1999 da Marsilio Editori.
Per la casa editrice Terra Ferma (ora Antiga Edizioni) dirige la collana di libri digitali Collirio, che ha fondato insieme a Tiziano Scarpa. Una collana che pubblica romanzi fuori catalogo, raccolte di racconti o di testi vari, o, al contrario, racconti o testi unici di autori come Piersandro Pallavicini, Andrea Canobbio, Romolo Bugaro, Angelo Ferracuti e Gianfranco Bettin.
È il traduttore italiano di Jean-Philippe Toussaint e di Patrick Deville. Dal 2002 insegna scrittura creativa alla facoltà di Lettere dell'Università degli Studi di Padova. Dal 2018 al 2021 ha tenuto, insieme a Tiziano Scarpa dei laboratori di scrittura all’università Ca’ Foscari di Venezia.

## Opere

### Libri
- Terra rossa (Transeuropa, 1993; Amos, 2003)
- Giocando a pallone sull'acqua (Marsilio, 1999)
- Andate e ritorni, scorribande a nordest (Amos, 2003)
- Cosa cambia (Marsilio, 2007; People, 2021)
- Impassibili e maledette (Limina, 2010)
- Sentimenti sovversivi (ISBN, 2011)
- Sentimenti decisivi (Feltrinelli, 2012)
- Venezia è laguna (Helvetia, 2019)
- Storie che accadono (People, 2022)
- Il mondo che ha fatto (La nave di Teseo, 2025)

### Traduzioni
- La televisione (2001)
- Fare l'amore (2003)
- Mes bureaux, luoghi dove scrivo (2005)
- La malinconia di Zidane (2007)
- Fuggire (2007)
- L'urgenza e la pazienza (2013)
- Equatoria (2013)
- Peste & colera (2013)
- Io, presidente (2014)
- Atto di nascita (2014)
- La stanza da bagno (2022)
- La chiave Usb (2022)